# Белая Горка 2-я
Белая Горка 2-я  — село в Богучарском районе Воронежской области.
Входит в состав Суходонецкого сельского поселения.

## Население
| 2000 | 2005 | 2010 |
| ---- | ---- | ---- |
| 17   | ↗18  | ↘12  |

## География

### Улицы
- ул. Красной Армии.